# Siegfried Lehman
Siegfried Lehmann (en hebreo: זיגפריד להמן) (Berlín, Imperio alemán, 4 de enero de 1892 — Ben Shemen, Israel, 13 de junio de 1958) fue un educador israelí, fundador y director de la Aldea Juvenil Ben Shemen.

## Biografía
Lehmann nació en Berlín, Alemania, en 1892 en el seno de una familia judía asimilada. Sus padres, comerciantes dueños de una tienda de antigüedades, eran Paul (Pinchas) Lehmann y Emma Selig. Después de terminar la escuela secundaria, estudió medicina en las universidades de Friburgo, Fráncfort y Berlín. Durante la Primera Guerra Mundial se desempeñó como médico en el ejército alemán. Al evaluar el impacto de la guerra en las vidas de los judíos en Alemania y Europa, se volcó al sionismo y al socialismo. En 1920 recibió su doctorado con una disertación sobre el pronóstico del desarrollo mental en la epilepsia infantil.
Sus actividades sionistas lo llevaron a creer que la cultura judía que se estaba reviviendo en Eretz Israel debería basarse no solo en raíces bíblicas, sino también en la cultura yidis de los judíos de Europa del Este. En 1916 fundó el Centro Comunitario Judío (יידישע פולקסהיים) en Berlín y un orfanato judío (Jüdisches Volksheim), y se involucró en la rehabilitación y educación de niños y adolescentes judíos sin hogar de Europa del Este.
Después de recibir su doctorado en 1920, Lehmann trabajó "como pediatra en una clínica de Berlín antes de ir a Lituania en 1921, mientras tanto casado con la doctora Rivka Klibowski y padre de un hijo. Después de la Primera Guerra Mundial, aceptó la invitación de Max Soloveichik, que era entonces Ministro de Asuntos Judíos de Lituania y se trasladó a Kaunas, que era entonces la capital de la Lituania independiente. Aquí Lehmann fundó el "Kinderhaus" ("קינדרהאוז"), un hogar para niños judíos, muchos de los cuales quedaron huérfanos como resultado de la guerra y la revolución. El orfanato en Kaunas operaba bajo el mismo programa que el Centro Comunitario en Berlín. Este programa incluyó, entre otras cosas, la enseñanza de la herencia judía, el arte y la música, ideas de igualdad social, ayuda mutua e igualitarismo, así como la cercanía a la naturaleza y el trabajo en la tierra.
En 1926 emigró a Eretz Israel, y no solo, sino con 11 de sus alumnos, con quienes creó y fundó la Aldea Juvenil Ben Shemen, un gran internado agrícola, situado junto al moshav en Ben Shemen. Huérfanos de Europa de la Primera Guerra Mundial y jóvenes de barrios pobres de ciudades de todo el país vivían y trabajaban aquí. Durante los primeros cinco años de la Aldea Juvenil Ben Shemen, Lehmann continuó su contacto con el orfanato judío en Kaunas y trajo dos grupos más a Eretz Israel, uno en 1928 y el otro en 1930, trayendo un total de unos cien estudiantes. Con el comienzo de la Aliá de la Juventud, organizada por Rehi Freyer, Lehmann emitió certificados de inmigración para los jóvenes judíos que habían huido de Europa y los colocó en la aldea juvenil.
En 1940 las autoridades británicas descubrieron depósitos de armas en la aldea juvenil. Se celebró un juicio (el "Proceso de Ben Shemen") y Lehmann fue condenado a siete años de prisión. Sin embargo, después de protestas internacionales, incluso de Albert Einstein, Lehmann fue liberado después de tres semanas en prisión.
Dirigió la aldea juvenil de 1927 a 1957 y recibió el Premio Israel de Educación en 1957. Siegfried Lehmann murió en 1958 y fue enterrado en el cementerio de la Aldea Juvenil Ben Shemen. Dos hijas y un hijo sobrevivieron.
Después de su muerte, en 1962, su colección de memorias de Berlín, Kaunas y Ben Shemen fue publicada en el libro "Idea y realización". El 21 de septiembre de 2018, se descubrió una placa conmemorativa de Berlín en su antiguo lugar de trabajo, Berlín-Mitte, Max-Beer-Straße 5.

## Obras
- En 1943, el libro de Siegfried Lehmann Raíces: Sobre los problemas de la educación juvenil en Eretz Israel ("שרשים: על בעיות היסוד של חנוך הנוער הארצישראלי" ; Shorashim: Al baayot ha-Yesod shel hinuch ha-noar ha-Erezisraeli)
- En 1962, en el libro " Idea y realización" ("רעיון והגשמה"; "Raayon vehagshama"). Se publicaron las memorias de Siegfried Lehmann sobre la vida en Berlín, Kaunas y Ben Shemen.
- Plaza Dr. Lehmann en la Aldea Juvenil Ben Shemen.
- En 2010, la hija de Siegfried Lehmann, Aya, publicó su libro "Idea y realización" con una historia sobre las actividades del Dr. Lehmann en el extranjero y en Israel.

## Premios
- En 1952, Lehmann fue honrado por su compromiso social por el Fondo de las Naciones Unidas para la Infancia (UNICEF).[4]
- En 1957, Lehmann recibió el Premio Israel de educación.[5]